# Bob Town
Robert Frederick Town, detto Bob (Winnipeg, 4 ottobre 1949), è un ex cestista canadese.

## Carriera
Con il Canada ha disputato i Giochi olimpici di Montréal 1976.